# Pseudosphenoptera nephelophora
Pseudosphenoptera nephelophora là một loài bướm đêm thuộc phân họ Arctiinae, họ Erebidae.